# Bildstock (Arnshausen, Lindenstraße 10)

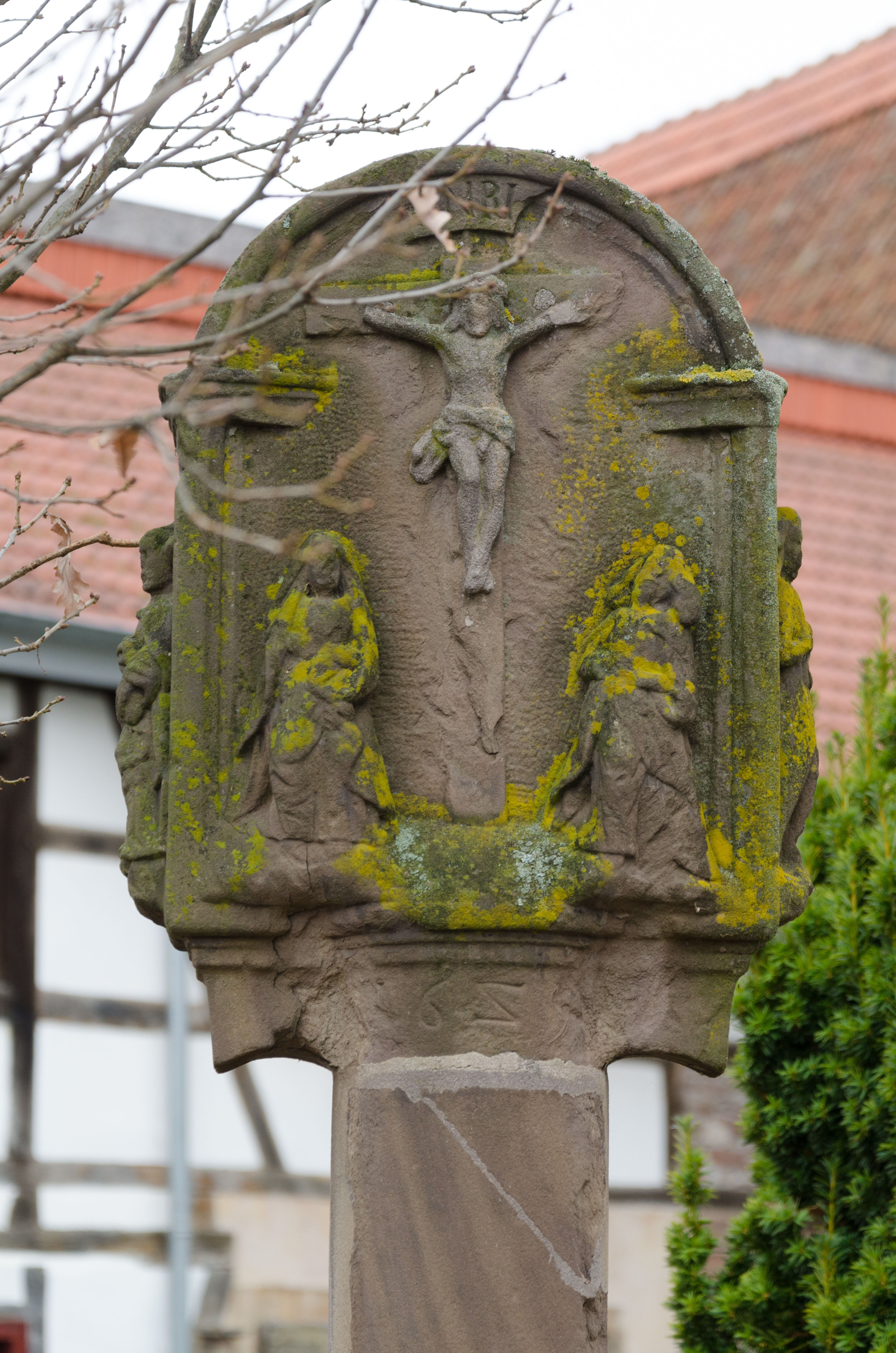
Bildstock, Arnshausen, Lindenstraße 10

Der Bildstock mit der Adresse Lindenstraße 10 ist ein Flurdenkmal in Arnshausen, Bad Kissingen, der Großen Kreisstadt des unterfränkischen Landkreises Bad Kissingen vor der St. Peter und Paul-Kirche des Ortes. Er gehört zu den Bad Kissinger Baudenkmälern und ist unter der Nummer D-6-72-114-156 in der Bayerischen Denkmalliste registriert.

## Beschreibung
Der Bildstock besteht aus rötlichem Sandstein und entstand im Jahr 1629.
Der Bildstock befindet sich mit seinem Basiswürfel in einem Betonfundament. Aus der 158 hohen Rundsäule wird im unteren Teil eine Vierkantform.
Die 74 cm hohe flache Aufsatztafel bildet ein oben halbrund abgeschlossenes Rechteck. Der vorgewölbte Teil, der die Jahreszahl „1629“ trägt, sowie die angedeutete Architektur der Umrahmung verleiht der Aufsatztafel räumliche Tiefe.
Die vordere Bildfläche zeigt die Kreuzigung Christi mit Assistenzfiguren. Die schmalen Seitenfelder zeigen die hl. Johannes mit Lamm und Petrus mit Schlüssel.
Früher stand der Bildstock am südöstlichen Ortsausgang; seit der Renovierung im Jahr 1976 steht er vor der Kirche.
Ein Gegenstück des Bildstocks befindet sich am Seeweg.